# Blitz (Heraldik)

Blitze im Wappen von Großblittersdorf

Der Blitz ist in der Heraldik eine seltene Wappenfigur. Zwei Formen sind in der Heraldik möglich: Er kann ein Heroldsbild oder eine gemeine Figur sein.
Der Blitz wird in einem Wappen allgemein als stilisierte Zickzacklinie mit Pfeilspitze dem natürlichen Blitz nachempfunden. So ist er in unterschiedlicher Position (pfahlweis, balkenweis oder schräg), von einmal im Schild oder Feld bis zu einer Mehrzahl und in allen heraldischen Tingierungen möglich. Die Tinkturen Silber, Gold und Rot überwiegen.
Eine Kombination mit anderen gemeinen Figuren ist mit dem Blitz möglich. In der Wappenbeschreibung ist die Richtung anzugeben (schildfußwärts oder schildhauptwärts.)
Der Blitz als Heroldsbild ist selten. Das Heroldsbild entsteht durch Kombination zum Beispiel der Wolke und mit dem Heroldsbild einer herabzüngelnden Flamme.
Die Symbolik ist der Moderne angepasst. Die Wappenfigur wird in diesen Wappen benutzt, um Elektrizität zum einen bei der Produktion, zum anderen insbesondere im Fernmeldewesen (bei der Funkübertragung) darzustellen. Die neuere Heraldik kennt auch den zickzackförmigen und mit Pfeilspitze versehenen Blitz.
In der Paraheraldik sind Blitze ein beliebtes Motiv. Als Logo zum Beispiel oder als Ärmel- und Verbandsabzeichen oder zur Verschönerung wird es vielseitig verwendet.

Blitze im Wappen von Baja California (mexikanischer Bundesstaat)
Blitz im Wappen von Benrath, Stadtteil Düsseldorfs
Blitz im Wappen von Czernutz
Blitz im Wappen von Hamm-Uentrop
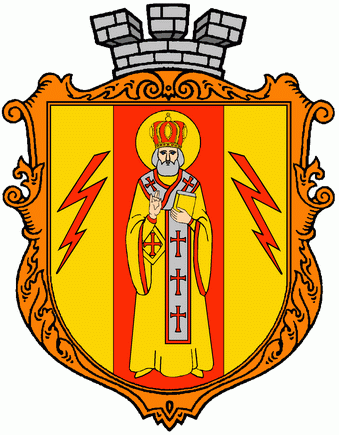
Blitz im Wappen von Mykolajiwka
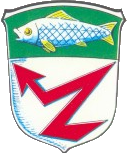
Blitz im Wappen von Norddeich
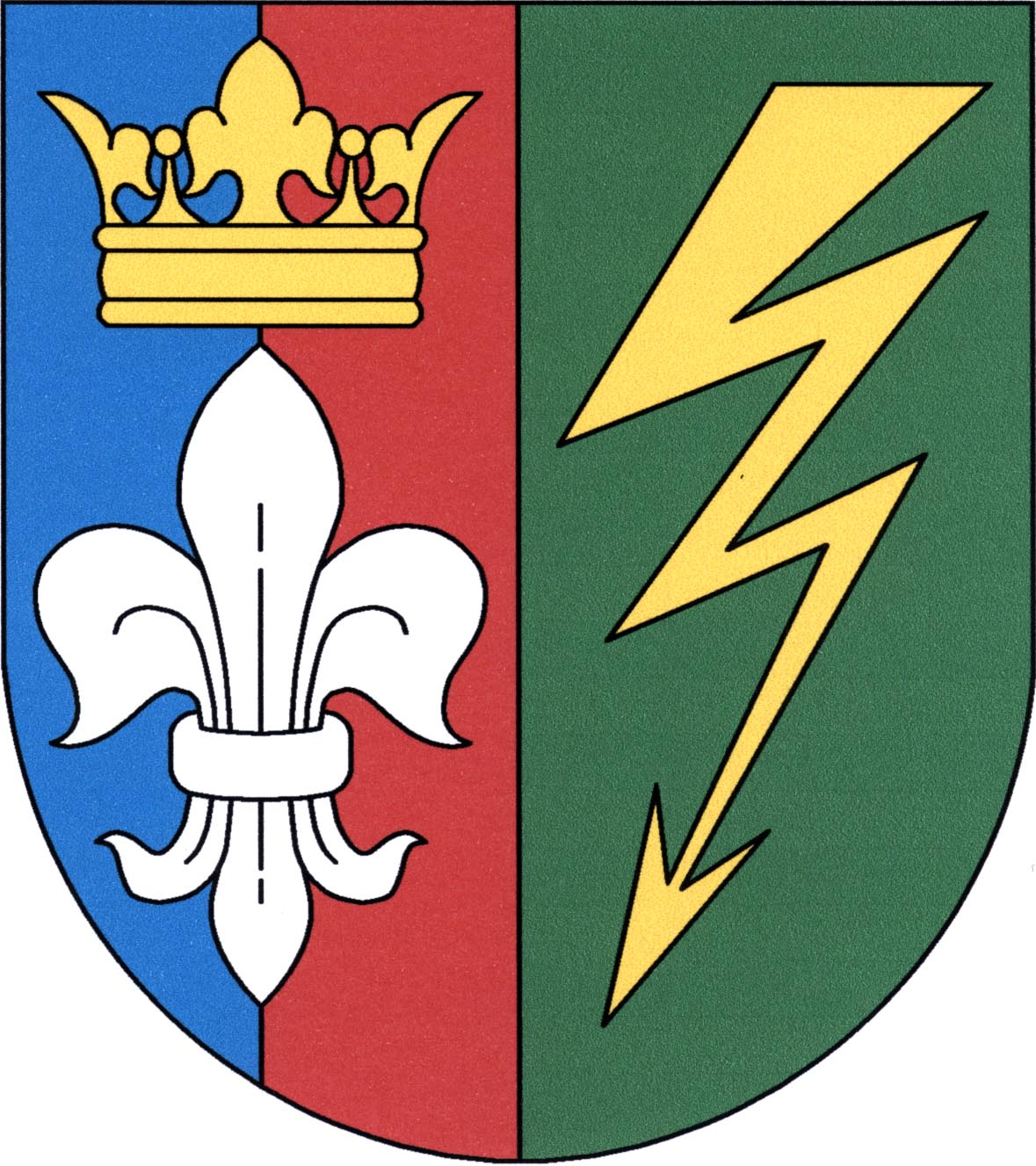
Blitz im Wappen von Ober-Potschapl
Blitz im Wappen von Pirmasens
Blitze im Wappen von Quierschied
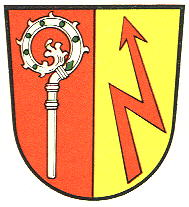
Blitz im Wappen des Landkreises Säckingen
Blitze, handgehalten, in Jœuf
Schönthal (als Attribute des hl. Augustinus)
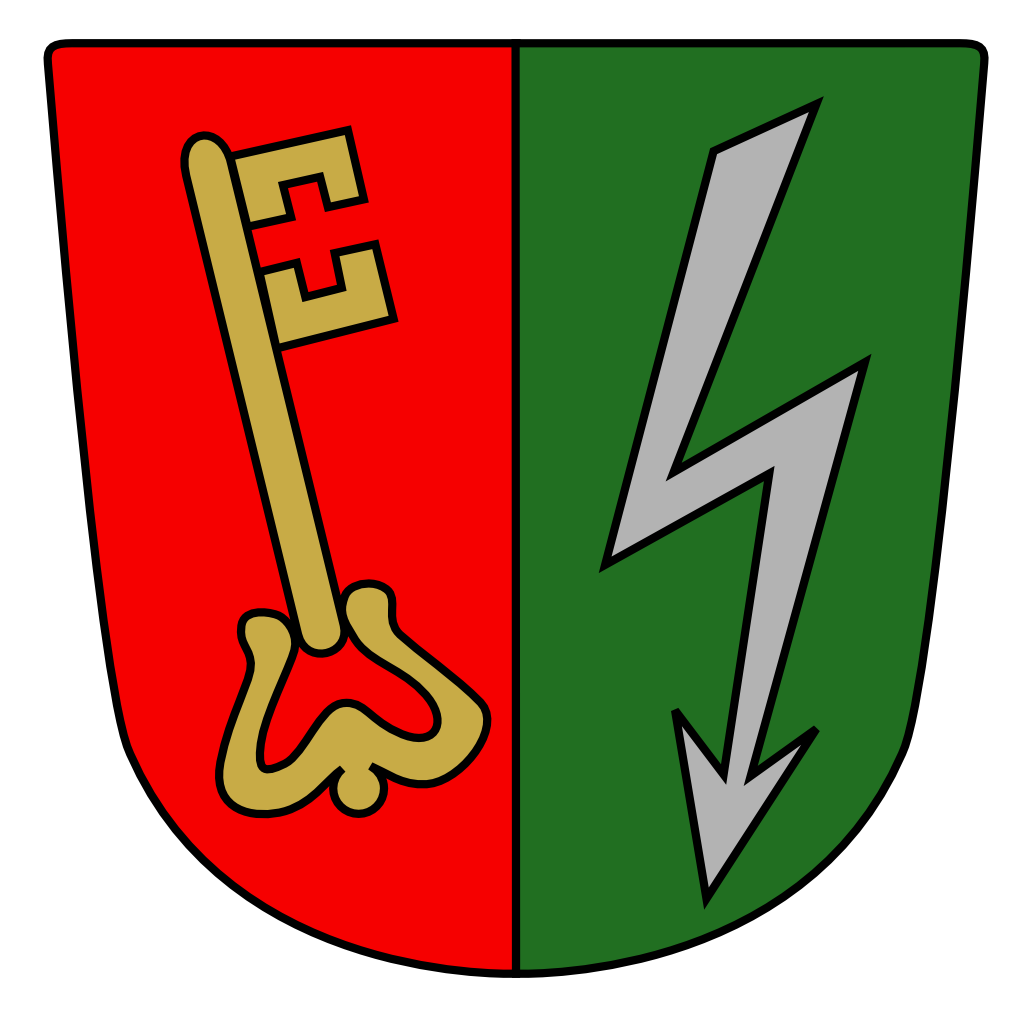
Blitz im Wappen der Gemeinde Vandans mit Bezug auf den Energieversorger
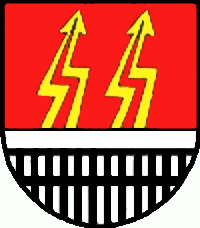
Wappen von Hieflau/Steiermark
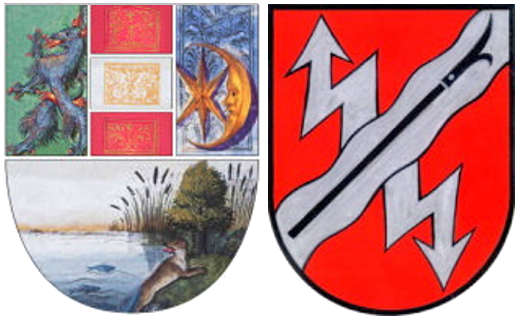
Blitze im Wappen von Weyer (Oberösterreich)
Aus Wasserwellen emporsteigende Blitze stehen für das örtliche Wasserkraftwerk (Töging am Inn)
In Imatra symbolisieren die Blitze ebenfalls ein Wasserkraftwerk
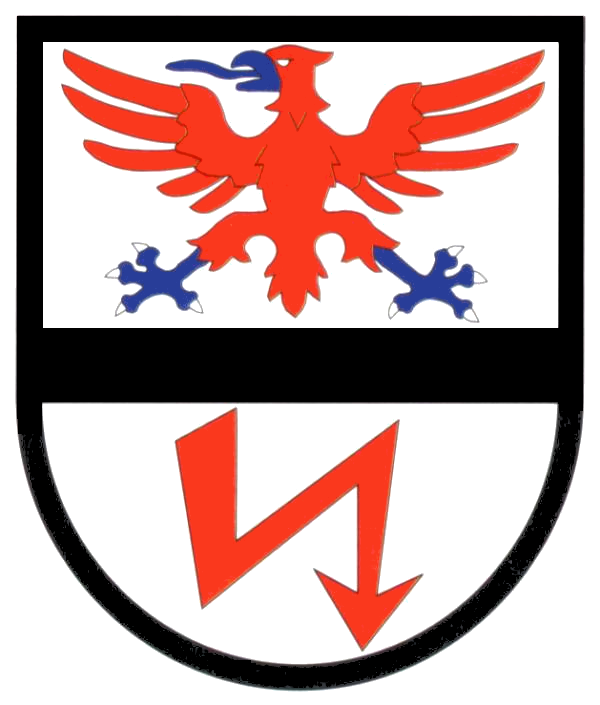
In Niederaußem ist das dortige Braunkohlekraftwerk gemeint
Werne-Stockum symbolisiert das Gersteinwerk
Wiesmoor spielt auf das Torfkraftwerk an
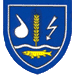
Während in Zwentendorf an der Donau das zwar fertiggestellte, aber nie in Betrieb genommene Kernkraftwerk versinnbildlicht wird